# Liste der Kreisstraßen im Landkreis Peine

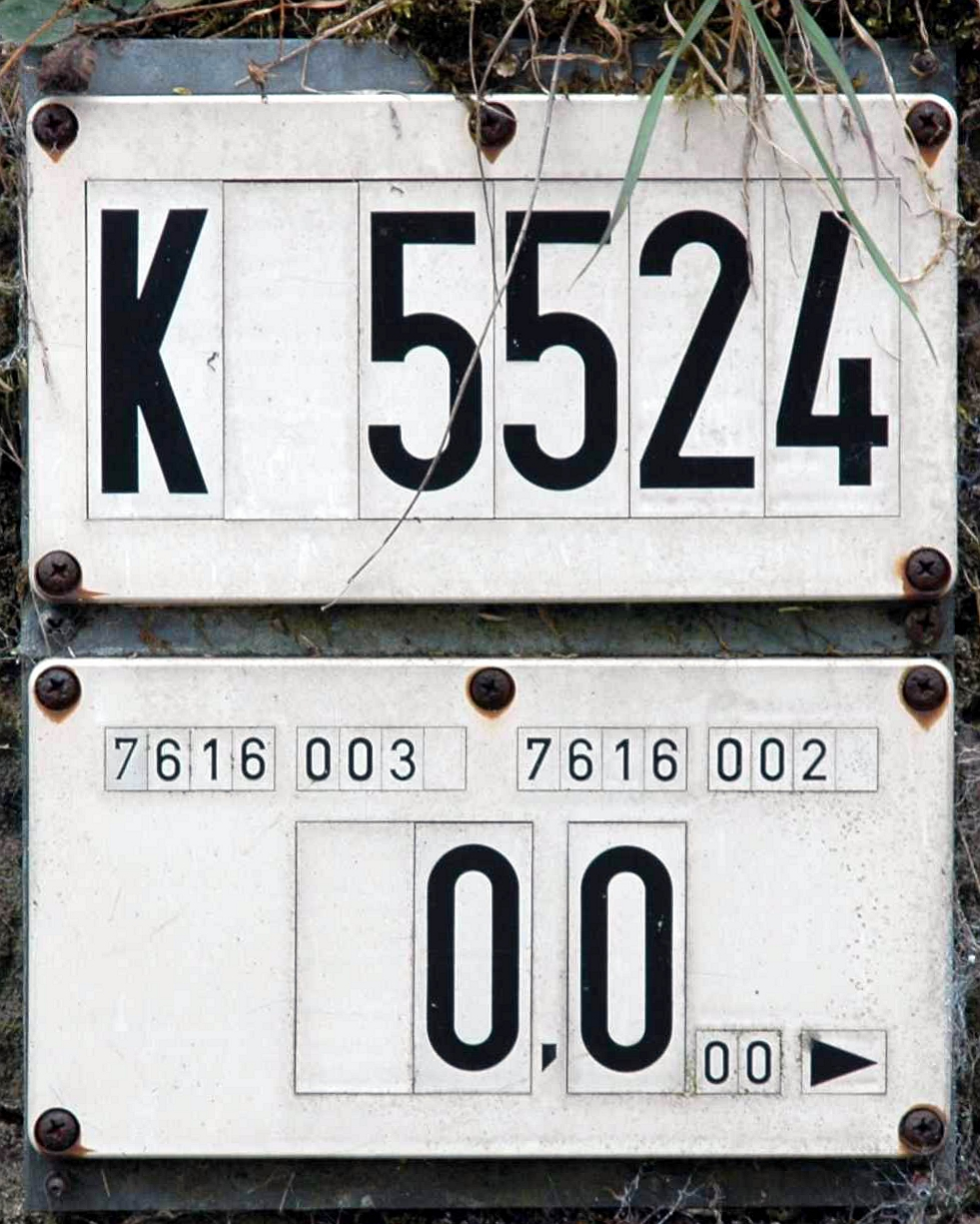
Stationszeichen

Die Liste der Kreisstraßen im Landkreis Peine führt alle Kreisstraßen im niedersächsischen Landkreis Peine auf.

## Abkürzungen
- K: Kreisstraße
- L: Landesstraße

## Liste
Nicht vorhandene bzw. nicht nachgewiesene Kreisstraßen werden in Kursivdruck gekennzeichnet, ebenso Straßen und Straßenabschnitte, die unabhängig vom Grund (Herabstufung zu einer Gemeindestraße oder Höherstufung) keine Kreisstraßen mehr sind. 
Der Straßenverlauf wird in der Regel von Nord nach Süd und von West nach Ost angegeben.
| Nr.  | Verlauf |
| ---- | --- |
| K 3  | L 320 in Abbensen – Eixe – L 412 in Vöhrum                                                                                            |
| K 5  | L 320 in Oedesse – Oelheim – Wendesse – – K 20 in Stederdorf                                                                          |
| K 6  | (K 128 in der Region Hannover) – Kreisgrenze – K 43 – Eddesse – K 48 – K 76 – Berkhöpen – L 320 in Edemissen                          |
| K 7  | (K 145 in der Region Hannover) – Kreisgrenze – in Wehnsen                                                                             |
| K 10 | in Wehnsen – Plockhorst – K 11 – Kreisgrenze – (K 116 im Landkreis Gifhorn)                                                           |
| K 11 | (K 127 in der Region Hannover) – Kreisgrenze – Plockhorst – K 10 – Eickenrode                                                         |
| K 13 | (K 45 im Landkreis Gifhorn) – Kreisgrenze – – Rietze – L 320 – Wipshausen – K 14 – K 69 in Meerdorf                                   |
| K 14 | K 13 in Wipshausen – |
| K 16 | Alvesse bei Edemissen – L 320 |
| K 17 | L 320 in Alvesse bei Edemissen – Voigtholz – Ahlemissen                                                                               |
| K 18 | L 320 in Klein Blumenhagen – Blumenhagen – K 20 – K 19 in Edemissen                                                                   |
| K 19 | L 320 in Edemissen – K 18 – K 20 in Mödesse                                                                                           |
| K 20 | K 18 in Blumenhagen – Mödesse – K 19 – K 62 – K 5 in Stederdorf                                                                       |
| K 21 | K 71 in Woltorf (– Abzweig zur L 321) – Fürstenau – K 60 – Wahle – /L 475                                                             |
| K 22 | K 71 in Woltorf – K 47 – |
| K 23 | – Schmedenstedt – Münstedt – K 26 – – L 472/L 473 in Klein Lafferde                                                                   |
| K 25 | – Liedingen – K 53 – Bodenstedt – L 473 – Lengede – K 45 – L 472                                                                      |
| K 26 | in Groß Ilsede – Oberg – K 23 in Münstedt                                                                                             |
| K 27 | Ölsburg – in Groß Ilsede |
| K 28 | K 72 in Groß Bülten – K 44 |
| K 29 | (K 208 im Landkreis Hildesheim) – Kreisgrenze – Adenstedt (– Abzweig zur K 30) – L 413 – K 44 – Gadenstedt –                          |
| K 30 | K 35 in Bierbergen (– Abzweig zur L 477) – Adenstedt – K 29 – L 413                                                                   |
| K 31 | – Handorf – Bülten – K 72 in Groß Bülten                                                                                              |
| K 33 | L 412 in Vöhrum – in Rosenthal |
| K 34 | in Stedum – K 35 in Bierbergen |
| K 35 | K 36 in Hohenhameln – Bierbergen – K 34 – K 30 – L 477                                                                                |
| K 36 | in Hohenhameln – K 35 – L 477 in Soßmar                                                                                               |
| K 37 | L 477 in Soßmar – K 38 – Kreisgrenze – (K 206 im Landkreis Hildesheim)                                                                |
| K 38 | K 37 – Kreisgrenze – (K 207 im Landkreis Hildesheim)                                                                                  |
| K 39 | /L 479 – Bründeln |
| K 40 | (K 137 in der Region Hannover) – Kreisgrenze – Harber – in Hohenhameln                                                                |
| K 41 | in Mehrum – K 42 – Ohlum – in Hohenhameln                                                                                             |
| K 42 | Rötzum – K 41 |
| K 43 | (K 141 in der Region Hannover) – Kreisgrenze – K 6 – K 48 in Eddesse                                                                  |
| K 44 | K 28 – K 29 |
| K 45 | K 25 in Lengede – L 475 in Vallstedt                                                                                                  |
| K 46 | (K 220 im Landkreis Hildesheim) – Kreisgrenze – Woltwiesche – L 619 – L 472 in Lengede                                                |
| K 47 | in Dungelbeck – K 22 in Woltorf |
| K 48 | K 6/K 48 in Eddesse – in Wehnsen |
| K 49 | L 475 in Barbecke – Kreisgrenze – (K 1 in Salzgitter)                                                                                 |
| K 50 | K 74 in Broistedt – K 51 – Kreisgrenze – (K 36 in Salzgitter)                                                                         |
| K 51 | L 615 in Vallstedt – K 50 |
| K 52 | K 58 in Wedtlenstedt – Denstorf – – K 56 – L 473                                                                                      |
| K 53 | K 25 in Liedingen – L 475 in Köchingen                                                                                                |
| K 54 | L 473 in Bodenstedt – K 45 |
| K 55 | L 473 in Wierthe – L 615 in Alvesse bei Vechelde                                                                                      |
| K 56 | K 52 in Denstorf – Klein Gleidingen – K 57 – Kreisgrenze – (K 18 in Braunschweig)                                                     |
| K 57 | – Klein Gleidingen – K 56 – L 473 – Groß Gleidingen – Kreisgrenze – (K 15 in Salzgitter)                                              |
| K 58 | L 475 – Wedtlenstedt – K 52 – Kreisgrenze – (K 12 in Braunschweig)                                                                    |
| K 59 | L 475 – Kreisgrenze – (K 59 in Braunschweig)                                                                                          |
| K 60 | K 21 in Fürstenau – K 71 |
| K 61 | K 69 – Essinghausen – K 69 |
| K 62 | K 20 – K 69 in Meerdorf |
| K 63 | L 412 – Röhrse |
| K 65 | K 69 – L 321 in Harvesse |
| K 66 | in Ersehof – K 67 – Neubrück – Kreisgrenze – (K 55 im Landkreis Gifhorn)                                                              |
| K 67 | (K 48 im Landkreis Gifhorn) – Kreisgrenze – K 66 in Neubrück                                                                          |
| K 69 | in Peine – K 75 – K 61 – Essinghausen – K 61 – Duttenstedt – K 62 – Meerdorf – K 71 – K 13 – Rüper – K 70 – Wense – K 65 – in Ersehof |
| K 70 | K 69 in Rüper – L 321 in Wendeburg |
| K 71 | K 69 in Meerdorf – L 321 – Woltorf – K 21 – K 22 – K 60 –                                                                             |
| K 72 | L 413 in Groß Solschen – Groß Bülten – K 31 – K 28 – Ölsburg – in Groß Ilsede                                                         |
| K 73 | L 321 in Peine – / in Peine |
| K 74 | L 475/L 475 in Broistedt – K 50 – Kreisgrenze – (K 10 in Salzgitter)                                                                  |
| K 75 | – K 69 |
| K 76 | K 6 in Eddesse – Klein Eddesse |